# Agapostemon nasutus
Agapostemon nasutus är en biart som beskrevs av Smith 1853. Agapostemon nasutus ingår i släktet Agapostemon och familjen vägbin. Inga underarter finns listade i Catalogue of Life.